# Гусу
Гусу (рум. Gusu) — село у повіті Сібіу в Румунії. Входить до складу комуни Лудош.
Село розташоване на відстані 239 км на північний захід від Бухареста, 25 км на північний захід від Сібіу, 95 км на південь від Клуж-Напоки, 136 км на захід від Брашова.

## Населення
За даними перепису населення 2002 року у селі проживали 263 особи.
Національний склад населення села:
| Національність | Кількість осіб | Відсоток |
| -------------- | -------------- | -------- |
| румуни         | 234            | 89,0%    |
| німці          | 28             | 10,6%    |

Рідною мовою назвали:
| Мова      | Кількість осіб | Відсоток |
| --------- | -------------- | -------- |
| румунська | 235            | 89,4%    |
| німецька  | 28             | 10,6%    |